# Zé Teodoro
Zé Teodoro, właśc. José Teodoro Bonfim Queiroz (ur. 22 listopada 1963 w Anápolis) – brazylijski piłkarz i trener, występujący podczas kariery na pozycji prawego obrońcy.

## Kariera klubowa
Karierę piłkarską Zé Teodoro rozpoczął w klubie Anápolis FC w 1981. Wkrótce przeszedł do Goiás EC. W lidze brazylijskiej zadebiutował 7 lutego 1982 w zremisowanym 2-2 meczu z Grêmio Maringá. Z Goiás dwukrotnie zdobył mistrzostwo stanu Goiás – Campeonato Goiano w 1981 i 1983. W latach 1985–1991 był zawodnikiem São Paulo FC.
Z Sampą dwukrotnie zdobył mistrzostwo Brazylii w 1986 i 1991 oraz trzykrotnie mistrzostwo stanu São Paulo – Campeonato Paulista w 1985, 1987 i 1989. Ogółem w barwach São Paulo rozegrał 262 spotkań, w których strzelił 7 bramek. W 1991 występował w Guarani FC, a 1992–1993 we Fluminense FC i Bragantino Bragança Paulista.
W latach 1995–1996 ponownie był zawodnikiem Goiás. Z Goiás zdobył kolejne mistrzostwo stanu Goiás w 1994. W barwach Goiás 29 listopada 1995 w wygranym 2-0 meczu z Vitórią Salvador Zé Teodoro wystąpił po raz ostatni w lidze brazylijskiej. Ogółem w latach 1982–1995 wystąpił w lidze w 150 meczach, w których strzelił 7 bramek. Karierę zakończył w Criciúmie w 1996.

## Kariera reprezentacyjna
W reprezentacji Brazylii Zé Teodoro zadebiutował 9 grudnia 1987 w wygranym 2-1 towarzyskim meczu z reprezentacją Chile. Drugi i ostatni raz w reprezentacji Zé Teodoro wystąpił 12 grudnia 1987 w zremisowanym 1-1 towarzyskim meczu z reprezentacją RFN.
| Mecze i gole w reprezentacji | Mecze i gole w reprezentacji | Mecze i gole w reprezentacji | Mecze i gole w reprezentacji | Mecze i gole w reprezentacji | Mecze i gole w reprezentacji | Mecze i gole w reprezentacji |
| #                            | Data                         | Miasto                       | Przeciwnik                   | Gol                          | Wynik                        | Rozgrywki                    |
| ---------------------------- | ---------------------------- | ---------------------------- | ---------------------------- | ---------------------------- | ---------------------------- | ---------------------------- |
| 1.                           | 09.12.1987                   | Uberlândia                   | Chile                        |                              | 2:1                          | towarzyski                   |
| 2.                           | 12.12.1987                   | Brasília                     | RFN                          |                              | 1:1                          | towarzyski                   |

## Kariera trenerska
Po zakończeniu kariery piłkarskiej Zé Teodoro został trenerem. Karierę trenerską rozpoczął w 1996 w Jataiense Jataí. Pierwszy sukces trenerski osiągnął w Náutico Recife, z którym zdobył mistrzostwo stanu Pernambuco – Campeonato Pernambucano w 2004.
W 2006 z Cearą Fortaleza zdobył mistrzostwo stanu Ceará – Campeonato Cearense. Sukces ten powtórzył w 2010 z Fortaleza. Od 2010 jest trenerem Santa Cruz Recife. Z Santa Cruz zdobył mistrzostwo stanu Pernambuco w 2011.